# Кутан
Кутан (фр. Coutens) насеље је и општина у јужној Француској у региону Миди Пирене, у департману Арјеж која припада префектури Памје.
По подацима из 2011. године у општини је живело 162 становника, а густина насељености је износила 38,66 становника/km². Општина се простире на површини од 4,19 km². Налази се на средњој надморској висини од 287 метара (максималној 480 m, а минималној 278 m).

## Демографија
| 1962. | 1968. | 1975. | 1982. | 1990. | 1999. | 2011. |
| ----- | ----- | ----- | ----- | ----- | ----- | ----- |
| 122   | 128   | 127   | 135   | 151   | 148   | 162   |

График промене броја становника у току последњих година